# Eric Wright (Schriftsteller)
Eric Wright (* 4. Mai 1929 in South London, Vereinigtes Königreich; † 9. Oktober 2015) war ein kanadischer Schriftsteller und Hochschullehrer britischer Herkunft.

## Leben
Eric Wright wurde 1929 in der Kennington Park Road in South London, England als Sohn der Schneiderin Caroline (geb. Curnow) und des Fuhrmanns Joseph Wright geboren. Wright wurde in eine verarmte Großfamilie mit neun Geschwistern hineingeboren. Nachdem er in Lambeth aufgewachsen war, wanderte er 1951 nach Kanada aus.
Dort besuchte Wright die University of Manitoba, wo er seinen Bachelor of Arts 1957 abschloss, und die University of Toronto, wo er seinen Magister artium 1963 erhielt. Bis zu seinem Ruhestand im Jahr 1989 unterrichtete er Englisch an der Ryerson Polytechnic University in Toronto. Wright lebte auch weiterhin in der Metropole Ontarios, zusammen mit seiner Frau und den beiden Töchtern.
Whrights Bücher errangen im Laufe der Jahre diverse Auszeichnungen. Allein vier seiner Kriminalromane erhielten den Arthur Ellis Award for Best Crime Novel. Dazu zählt The Night the Gods Smiled, der darüber hinaus 1984 auch den Toronto Book Awards und den britischen John Creasy Memorial Award sowie den Dagger Award erhielt. Smoke Detector und Death in the Old Country errangen ebenfalls den Arthus Ellis Award. 1998 erhielt Wright den Derrick Murdoch Award für sein Lebenswerk als Kriminalschriftsteller. Sein Roman The Kidnapping of Rosie Dawn gewann im Anschluss den Edgar Allan Poe Award.
Wright wurde besonders bekannt durch den lakonischen und gut verständlichen Stil seiner Beschreibung des Polizeialltags, in dem Polizeiinspektor Charlie Salter von der Metropolitan Toronto Police die Hauptrolle spielt.
Im Gegensatz dazu bot sein Roman Moodie’s Tale ähnlich wie bei Colin Dexter eine anschauliche Schilderung des akademischen Alltags, was von den Kritikern positiv aufgenommen wurde. Wrights Memoiren, Always Give a Penny to a Blind Man, erlauben hingegen einen tieferen Einblick in sein persönliches Leben.

## Werk
Charlie Salter Mysteries
- The Night the Gods Smiled (1984)
  -  Die Nacht, in der die Götter lächelten. Ins Deutsche übertragen von Gisela Kirst-Tinnefeld, Bastei-Verlag Lübbe, Bergisch Gladbach 1990, ISBN 3-404-19082-3.
- Smoke Detector (1984)
  -  Asche zu Asche. Ins Deutsche übertragen von Eva Hébert-Milde, Bastei-Verlag Lübbe, Bergisch Gladbach 1990, ISBN 3-404-19085-8.
- Death in the Old Country (1985)
  - Tod im Land der Väter. Ins Deutsche übertragen von Eva Hébert-Milde, Bastei-Verlag Lübbe, Bergisch Gladbach 1991, ISBN 3-404-19091-2.
- A Single Death (1986)
  -  Späterer Mord nicht ausgeschlossen. Ins Deutsche übertragen von Eva Hébert-Milde, Bastei-Verlag Lübbe, Bergisch Gladbach 1991, ISBN 3-404-13324-2.
- A Body Surrounded by Water (1987)
- A Question of Murder (1988)
- A Sensitive Case (1990)
- Final Cut (1991)
- A Fine Italian Hand (1992)
- Death by Degrees (1993)
- The Last Hand (2002)

Lucy Trimble Brenner Mysteries
- Death of a Sunday Writer (1996)
- Death on the Rocks (1999)

Mel Pickett Mysteries
- Buried in Stone (1996)
- Death of A Hired Man (2001)

Joe Barley Mysteries
- The Kidnapping of Rosie Dawn (2000)
- The Hemingway Caper (2003)
- A Likely Story (2010)

Memoiren
- Always Give a Penny to a Blind Man (1999)

Andere Schriften
- Moodie’s Tale (1994)
- Twins (2001)
- Finding Home (2007)